# Rubijne
Rubejnoe,  transliterat ca Rubijne din toponimul ucrainean Рубіжне, este un oraș în estul Ucrainei, în raionul Severodonețk din regiunea Lugansk. Înainte de 1930 se numea Russko-Kraska. A fost întemeiat în 1915, în apropierea fabricii de vopsele anilinice construite de compania Russko-Kraska, i s-a acordat statutul de oraș în 1934. Este situat în partea de vest a regiunii Lugansk, pe malul stâng al râului Doneț, lângă orașele Severodonețk și Lisiceansk. Este un important centru economic al industriei chimice, celulozei și hârtiei. În vara anului 2014, orașul se afla în zona de confruntare ruso-ucraineană din Donbas. În timpul invaziei rusești a fost complet distrus și din 12 mai 2022 ocupat de ruși. În 2001, orașul avea 65.000 de locuitori, din care 66,3% erau ucraineni, 31,3% ruși, 0,7% belaruși, 0,06% polonezi și 0,07% evrei. Împreună cu Severodonețk la sud-est și Lisiceansk la sud, formează o conurbație de 287.000 loc.

## Demografie
Componența lingvistică a orașului Rubijne
     Rusă (60,05%)
     Ucraineană (38,95%)
     Alte limbi (0,2%)
Conform recensământului din 2001, majoritatea populației orașului Rubijne era vorbitoare de rusă (60,05%), existând în minoritate și vorbitori de ucraineană (38,95%).